# Dorny Romero
Dorny Alexander Romero Chalas (El Seibo, República Dominicana, 24 de enero de 1998) es un futbolista profesional dominicano que juega como delantero en el club Bolívar de la Primera División de Bolivia. Es internacional absoluto con la selección de fútbol de la República Dominicana.

## Trayectoria
Comenzó a jugar al fútbol a los 14 años en la Escuela de Fútbol Jean Anubi Mercedes de su El Seibo natal . En 2017 hizo su debut profesional en la Liga Dominicana de Fútbol con Delfines del Este FC, durante el transcurso de esa misma temporada firmó con Cibao FC, que lo incorporó a su equipo filial. 
En su primera temporada con el primer equipo del Cibao FC, disputó la Liga de Campeones de la Concacaf 2018, y obtuvo el título de la liga LDF. Vistió la camiseta del Cibao FC por dos temporadas más.
El 4 de septiembre de 2020, el delantero fue anunciado por Venados de la Liga de Ascenso del fútbol mexicano, Romero firmó un contrato de dos años con opción a un tercero con la escuadra mexicana.
El 13 de marzo de 2024, el club FC Aktobe de la Liga Premier de Kazajistán anunció su fichaje por tres temporadas.

## Selección nacional
Romero hizo su debut con la selección de fútbol de República Dominicana el 15 de febrero de 2019, en un partido amistoso contra Guadalupe.

## Estadísticas

### Clubes
Actualizado de acuerdo al último partido jugado el 10 de noviembre de 2024.
| Club                            | Div.          | Temporada     | Liga  | Liga  | Liga   | Copas nacionales | Copas nacionales | Copas nacionales | Copas internacionales | Copas internacionales | Copas internacionales | Total | Total | Total  |
| Club                            | Div.          | Temporada     | Part. | Goles | Asist. | Part.            | Goles            | Asist.           | Part.                 | Goles                 | Asist.                | Part. | Goles | Asist. |
| ------------------------------- | ------------- | ------------- | ----- | ----- | ------ | ---------------- | ---------------- | ---------------- | --------------------- | --------------------- | --------------------- | ----- | ----- | ------ |
| Cibao FC · República Dominicana | 1.ª           | 2018          | 3     | 5     | 0      | -                | -                | -                | -                     | -                     | -                     | 3     | 5     | 0      |
| Cibao FC · República Dominicana | 1.ª           | 2019          | 8     | 10    | 0      | -                | -                | -                | -                     | -                     | -                     | 8     | 10    | 0      |
| Cibao FC · República Dominicana | 1.ª           | 2020          | -     | -     | -      | -                | -                | -                | 2                     | 0                     | 0                     | 2     | 0     | 0      |
| Cibao FC · República Dominicana | Total club    | Total club    | 11    | 15    | 0      | -                | -                | -                | 2                     | 0                     | 0                     | 13    | 15    | 0      |
| Venados FC · México             | 2.ª           | 2020-21       | 16    | 0     | 0      | -                | -                | -                | -                     | -                     | -                     | 16    | 0     | 0      |
| Venados FC · México             | Total club    | Total club    | 16    | 0     | 0      | -                | -                | -                | -                     | -                     | -                     | 16    | 0     | 0      |
| Real Santa Cruz · Bolivia       | 1.ª           | 2021          | 17    | 1     | 1      | -                | -                | -                | -                     | -                     | -                     | 17    | 1     | 1      |
| Real Santa Cruz · Bolivia       | 1.ª           | 2022          | 34    | 16    | 4      | -                | -                | -                | -                     | -                     | -                     | 34    | 16    | 4      |
| Real Santa Cruz · Bolivia       | Total club    | Total club    | 51    | 17    | 5      | -                | -                | -                | -                     | -                     | -                     | 51    | 17    | 5      |
| Always Ready · Bolivia          | 1.ª           | 2023          | 32    | 25    | 2      | 12               | 4                | 3                | 2                     | 0                     | 0                     | 46    | 29    | 5      |
| Always Ready · Bolivia          | 1.ª           | 2024          | -     | -     | -      | -                | -                | -                | 3                     | 2                     | 0                     | 3     | 2     | 0      |
| Always Ready · Bolivia          | Total club    | Total club    | 32    | 25    | 2      | 12               | 4                | 3                | 5                     | 2                     | 0                     | 49    | 31    | 5      |
| FC Aktobe · Kazajistán          | 1.ª           | 2024          | 22    | 5     | 1      | 7                | 2                | 2                | 2                     | 0                     | 1                     | 31    | 7     | 4      |
| FC Aktobe · Kazajistán          | Total club    | Total club    | 22    | 5     | 1      | 7                | 2                | 2                | 2                     | 0                     | 1                     | 31    | 7     | 4      |
| Total carrera                   | Total carrera | Total carrera | 132   | 62    | 8      | 19               | 6                | 7                | 9                     | 2                     | 1                     | 160   | 70    | 14     |

### Hat-tricks
| 1 | 1 de julio de 2022      | Estadio Real Santa Cruz, Santa Cruz de la Sierra | Real Santa Cruz - C. D. Universitario |  | 3 - 0 | Primera División de Bolivia 2022        |
| 2 | 17 de octubre de 2023   | Estadio Cibao FC, Santiago de los Caballeros     | Republica Dominicana - Barbados       |  | 5 - 2 | Liga de Naciones de la Concacaf 2023-24 |
| 3 | 20 de noviembre de 2024 | Estadio Cibao FC, Santiago de los Caballeros     | Republica Dominicana - Bermudas       |  | 6 - 1 | Liga de Naciones de la Concacaf 2024-25 |

## Palmarés

### Títulos nacionales
| Título                    | Club         | País                 | Año  |
| ------------------------- | ------------ | -------------------- | ---- |
| Liga Dominicana de Fútbol | Cibao FC     | República Dominicana | 2018 |
| Copa de Kazajistán        | F. C. Aktobe | Kazajistán           | 2024 |

### Distinciones individuales
| Distinción                                            | Año     |
| ----------------------------------------------------- | ------- |
| Máximo goleador de la Primera División de Bolivia     | 2023    |
| Máximo goleador de la Liga de Naciones de la Concacaf | 2024-25 |